# Marianne Riedel-Weber
Marianne Riedel-Weber (* 1937; † April 2012) war eine deutsche Theaterschauspielerin.

## Leben
Riedel-Weber gehörte zum Ensemble des Theater Trier, an dem sie viele Jahrzehnte diverse Rollen verkörperte. Neben ihrer Schauspielfunktion sprach sie auch Hörbücher ein.
1984 wirkte sie in einer Episode der Fernsehserie Geschichten aus der Heimat mit. 1992 spielte sie in der ersten Staffel der Fernsehserie Familie Heinz Becker die Rolle der Hilde Becker an der Seite von Gerd Dudenhöffer und Gregor Weber, dessen Tante sie war. Im Gegensatz zu den späteren Darstellungen von Alice Hoffmann und Sabine Urig war ihre Interpretation der Hilde weniger weltfremd und naiv. Außerdem gab sie ihrem Ehemann mehr Widerspruch. Es sollte ihre letzte Erfahrung im Film- und Fernsehschauspiel sein.
Riedel-Weber war bis zu dessen Tod im Jahr 2005 mit dem bis 1992 als Bühnenmeister im Trierer Theater beschäftigten Claus-Hermann Riedel verheiratet. Sie hatte zwei Söhne.

## Filmografie
- 1984: Geschichten aus der Heimat (Fernsehserie, Episode 1x03)
- 1992: Familie Heinz Becker (Fernsehserie, sechs Episoden)